# Mühlner Motorsport
Mühlner Motorsport ist ein belgisches Motorsportteam, das im Bereich Gran Turismo aktiv ist und 2012 an der FIA-GT1-Weltmeisterschaft (als Exim Bank Team China) teilnahm. Das Team besitzt eine enge Verbindung zum Automobilhersteller Porsche und ist zudem als Teilezulieferer und Dienstleister im Motorsport tätig.

## Geschichte

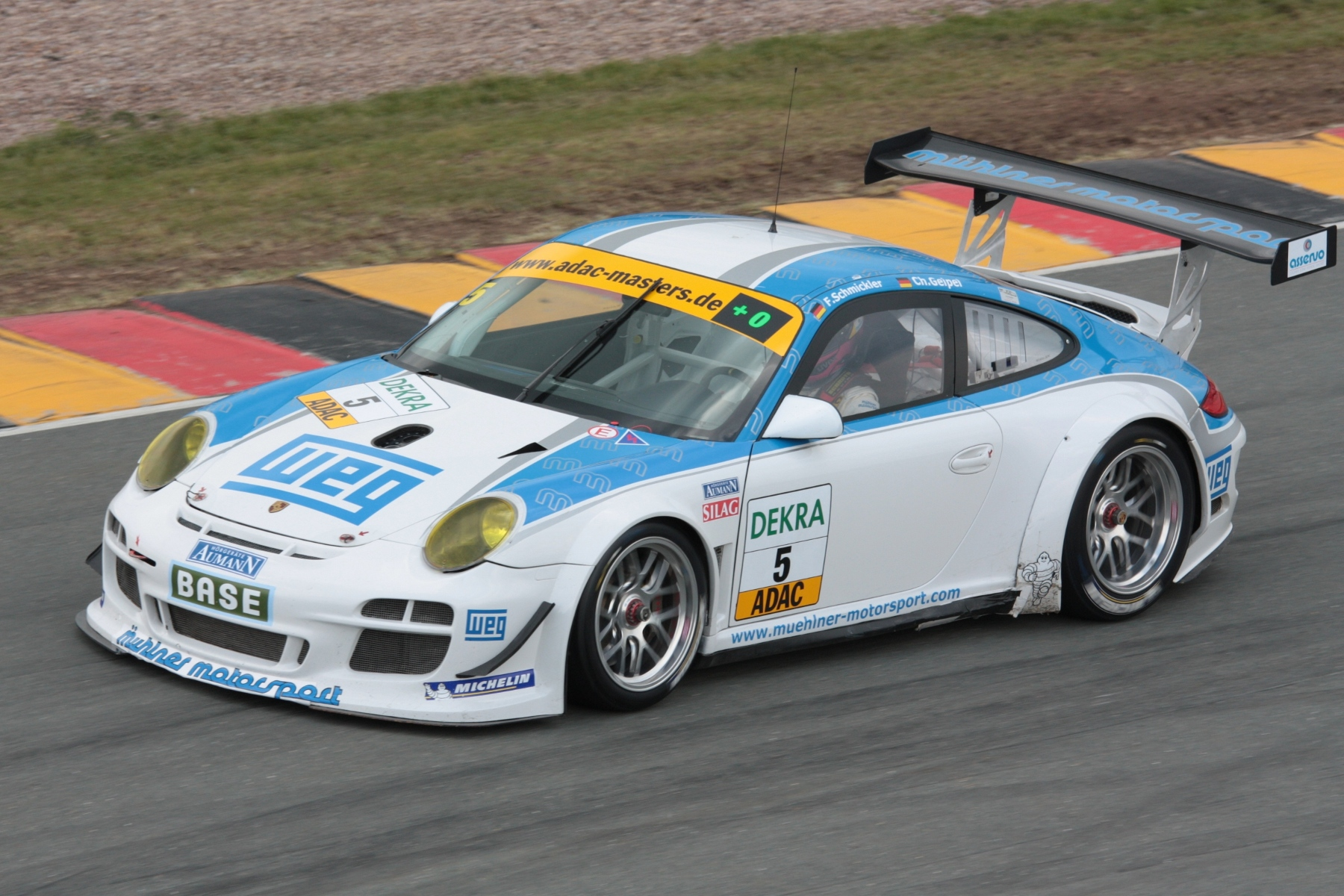
Ein Porsche 997 GT3 R von Mühlner Motorsport im ADAC GT Masters 2011.

### Anfänge mit Opel und Volvo
Mühlner Motorsport setzte ab 1989 Opel-Fahrzeuge im Langstreckensport ein. Die größten Erfolge dieser Zeit sind der Gewinn der Teamwertung der FIA sanktioned SERIE INTERNATIONAL GROUP N 1996 sowie der Fahrerwertung 1996 und 1997 sowie der Fahrer- und Mannschaftswertung der VLN Langstreckenmeisterschaft Nürburgring im Jahr 1997. Von Ende 2001 an entwickelte Mühlner Motorsport eine Rennversion des Volvo S60, die bis einschließlich 2004 von Mühlner Motorsport selber und anschließend von Kundenteams eingesetzt wurden.

### Gran Turismo
Ab dem Jahr 2004 setzte Mühlner Motorsport Fabrikate der Marke Porsche in verschiedenen nationalen und internationalen GT-Meisterschaften und Langstreckenrennen ein. Darunter die FIA-GT3-Europameisterschaft, das ADAC GT Masters, die VLN Langstreckenmeisterschaft Nürburgring und der Porsche Supercup. Auch in Langstreckenrennen war das Team präsent und erfolgreich wie etwa beim 24-Stunden-Rennen von Spa-Francorchamps, dem 24-Stunden-Rennen auf dem Nürburgring oder dem 24-Stunden-Rennen von Daytona. Ab 2008 verwendete Mühlner Motorsport den Porsche 911 GT3 Cup S und ab 2010 den Porsche 997 GT3 R. Im Jahr 2012 startete das Team bei einem Rennen des ADAC GT Masters mit einem Chevrolet Camaro GT, der von Oliver Gavin und Roland Asch gefahren wurde.

### FIA-GT1-Weltmeisterschaft
Im Jahr  2012 war Mühlner Motorsport für den Einsatz zweier Porsche 997 GT3 R in der FIA-GT1-Weltmeisterschaft verantwortlich. Der Serienpromoter SRO initiierte dieses Engagement, um die Fahrzeuganzahl der Meisterschaft auf das nötige Minimum zu erhöhen. Das Team startete unter der Einbeziehung des chinesischen Hauptsponsors als Exim Bank Team China. Nach dem fünften Saisonrennen trat Mühlner Motorsport nicht mehr in der FIA-GT1-Weltmeisterschaft an, weil sich die Exim Bank nach der Absage der Rennen in China finanziell zurückgezogen hatte.
Benjamin Lariche trat mit drei verschiedenen Partnern bei Mühlner Motorsport an: Ren Wei, Dino Lunardi und Andreas Zuber. Keine dieser Paarungen konnte jedoch Punkte erzielen – auch weil das Einsatzfahrzeug bei vier Rennen wegen technischer Probleme nicht starten konnte. Der Franzose Mike Parisy und der Neuseeländer Matt Halliday teilten sich für vier Rennwochenenden ein Fahrzeug und erzielten zusammen einen dritten Platz im Qualifikationsrennen und einen Sieg im Hauptrennen in Zolder. Parisy fuhr sein letztes Rennen bei Mühlner Motorsport zusammen mit Andreas Zuber bei der Veranstaltung in Portugal.

### VLN Langstreckenmeisterschaft Nürburgring (NLS)
Der Nürburgring ist ein fester Bestandteil im Kalender von Mühlner Motorsport. Das Team hat zeitweise rund vier unterschiedliche Porsche GT4 und GT3 zu den Rennen an der Nordschleife gebracht und zahlreiche Klassensiege erzielt.

### Grand Am / IMSA
Seit 2011 startet Mühlner regelmäßig beim 24-Stunden-Rennen im amerikanischen Daytona. Das Rennen läutet damit seither den Saisonauftakt für Mühlner ein. Mit einem eigenen Team und einer festen Werkstatt in den USA hat Mühlner verschiedene Porsche-GT3-Modelle und später auch Duqueine-LMP3-Fahrzeuge bei dem legendären Langstreckenrennen eingesetzt. Fahrer wie Earl Bamber, Alex Imperatori, Kevin Estre, Ugo de Wilde und viele weitere konnten hier für das Team Erfolge einfahren. Neben dem 24-Stunden-Rennen hat das amerikanische Team unter anderem auch ganze Meisterschaften der IMSA bestritten. Nach Porsche GT4 bringt Mühlner mittlerweile vor allem LMP3-Boliden zu den amerikanischen Rennstrecken.

### LE MANS PROTOTYPE / IMSA Prototype Challenge / Le Mans Cup / ELMS / ACO
2019 konnte Mühlner als in den vereinigten Staaten renommiertes Team im Kundenauftrag zwei Norma / Duqueine LMP3 Fahrzeuge einsetzen und damit einen wichtigen Grundstein für die weitere Unternehmensausrichtung legen. Schon im durch die weltweite Pandemie geprägten Jahr 2020 konnte Mühlner zwei eigene LMP3 Fahrzeuge im Le Mans Cup des ACO an den Start bringen und im Folgejahr beim wichtigen Road to Le Mans Rennen mit Moritz Kranz und Ugo de Wilde im Vorfeld der 24h Stunden Le Mans einen Sieg erzielen. 2022 konnte das Team aus den belgischen Ardennen dann einen Oreca D07 LMP2 für die European Le Mans Series nennen und bereits im ersten Jahr Podiumserfolge feiern.

## Erfolge
Meisterschaftsübergreifend hat Mühlner Motorsport bis einschließlich Juni 2014 107 Rennen sowie acht Meisterschaften und 3 Vize-Meisterschaften gewonnen. Insgesamt 250 Podiums wurden eingefahren.

1995
- Meister der „European Community Challenge“ mit Wolfgang Savelsbergh und Wilhelm Hahne

1996
- Meister der Fahrerwertung der FIA „SERIE INTERNATIONALE GROUPE N“ durch Wolfgang Savelsbergh und Heinz-Josef Bermes
- Meister der Teamwertung der FIA „SERIE INTERNATIONALE GROUPE N“

1997
- Meister der Fahrerwertung der FIA „SERIE INTERNATIONALE GROUPE N“ durch Wolfgang Savelsbergh
- Meister der Fahrerwertung der VLN Langstreckenmeisterschaft Nürburgring mit Dirk Adorf und Heinz-Josef Bermes
- Meister der Mannschaftswertung der VLN Langstreckenmeisterschaft Nürburgring

2004
- Doppelsieg in der Kategorie G3 des 24-Stunden-Rennens von Spa-Francorchamps

2005
- Sieger der Kategorie G3 des 24-Stunden-Rennens von Spa-Francorchamps

2007
- Sieger der Kategorie G3 des 24-Stunden-Rennens von Spa-Francorchamps
- Sieger in der Cup Klasse der Deutschen Langstreckenmeisterschaft Nürburgring

2008
- Sieger der Fahrerwertung des ADAC GT Masters mit Tim Bergmeister
- Doppelsieg in der Kategorie G3 (= GT3) des 24-Stunden-Rennens von Spa-Francorchamps

2010
- Sieger der Kategorie GT3 24-Stunden-Rennens von Spa-Francorchamps

2012
- Sieg in der FIA GT Weltmeisterschaft in Zolder mit Mike Parisy und Matt Halliday